# Sompuis
Sompuis település Franciaországban, Marne megyében. Lakosainak száma 264 fő (2022. január 1.). Sompuis Dosnon, Poivres, Trouans, Blacy, Coole, Glannes, Huiron, Humbauville, Maisons-en-Champagne és Soudé községekkel határos.

## Népesség
A település népessége az elmúlt években az alábbi módon változott:
| Lakosok száma | 301  | 287  | 301  | 277  | 297  | 304  | 291  | 270  | 267  | 264  |
|               | 1968 | 1982 | 1990 | 2006 | 2013 | 2015 | 2017 | 2019 | 2020 | 2022 |